# Катарина фон Хенеберг-Шлойзинген
Катарина фон Хенеберг-Шлойзинген (на немски: Katharina von Henneberg-Schleusingen, „die Heldenmütige“; * 1509; † 7 ноември 1567) от Дом Хенеберг, е графиня от Хенеберг-Шлойзинген и чрез женитба графиня на Шварцбург-Бланкенбург-Рудолшат.

## Произход
Тя е дъщеря на граф Вилхелм IV фон Хенеберг-Шлойзинген (1478 – 1559) и съпругата му маркграфиня Анастасия фон Бранденбург (1478 – 1557), дъщеря на курфюрст Албрехт III Архилес фон Бранденбург фон Хоенцолерн и втората му съпруга Анна Саксонска (1437 – 1512).

## Фамилия
Катарина се омъжва на 14 ноември 1524 г. за Хайнрих XXXII (1499 – 1538), граф на Шварцбург-Бланкенбург-Рудолшат (1521 – 1538), син на граф Гюнтер XXXIX фон Шварцбург-Бланкенбург и Амалия фон Мансфелд. Те имат децата:
- Анастасия Гунтера (1526 – 1570), омъжена на 6 юли 1546 г. за граф Волрад II фон Валдек-Айзенберг (1509 – 1578)
- Хайнрих Вилхелм († 1527)
- Амалия (1528 – 1589), омъжена 1540 г. за граф Христоф II фон Мансфелд-Мителорт (1520 – 1591)
- Вилхелм Хайнрих (1529 – 1545)
- Гюнтер Вилхелм (1530 – 1545)
- Анна Мария (1538 – 1573), омъжена I. на 8 октомври 1554 г. за граф Самуел фон Валдек-Вилдунген (1528 – 1570), II. 1570 г. Гьоберт Рабен, Калбскопф